# Julian Voss-Andreae

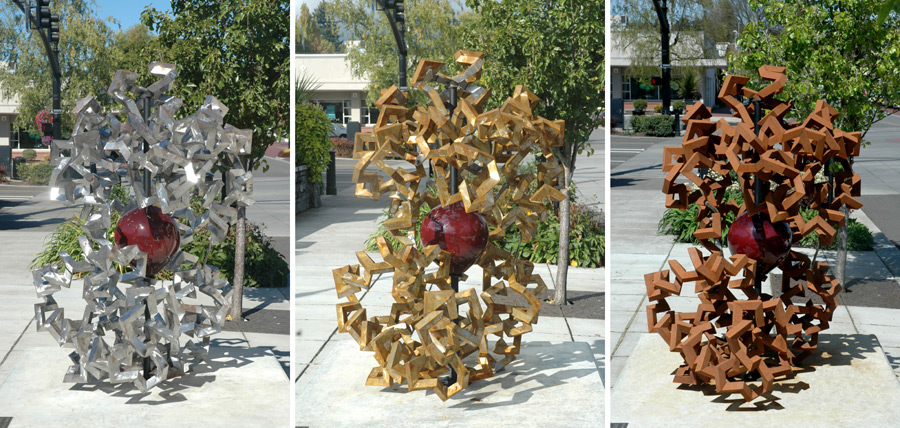
Heart of Steel (Hämoglobin) (2005) von Julian Voss-Andreae. Die Fotografien zeigen die Skulptur direkt nach der Installation, nach 10 Tagen und nach einigen Monaten.

Julian Voss-Andreae (geboren 15. August 1970 in Hamburg) ist ein deutscher Bildhauer.

## Leben und Werk
Johann Julian Voss-Andreae ist in Hamburg geboren und aufgewachsen. Er ist ein entfernter Nachkomme von Johann Valentin Andreae. Nach ersten Schritten als Maler studierte er Physik in Berlin, Edinburgh und Wien. Seit 2000 lebt er in den USA, wo er 2004 am Pacific Northwest College of Art in Portland (Oregon) ein Studium als bildender Künstler abschloss. Seine Arbeiten sind stark durch seinen wissenschaftlichen Hintergrund geprägt und greifen Themen der Quantenmechanik und der Proteinkristallographie bzw. Strukturbiologie auf.
2020 wurde er für seine Arbeiten mit dem Waltrude-und-Friedrich-Liebau-Preis zur Förderung der Interdisziplinarität in der Kristallographie ausgezeichnet.